# Waschhaus (Boussy-Saint-Antoine)

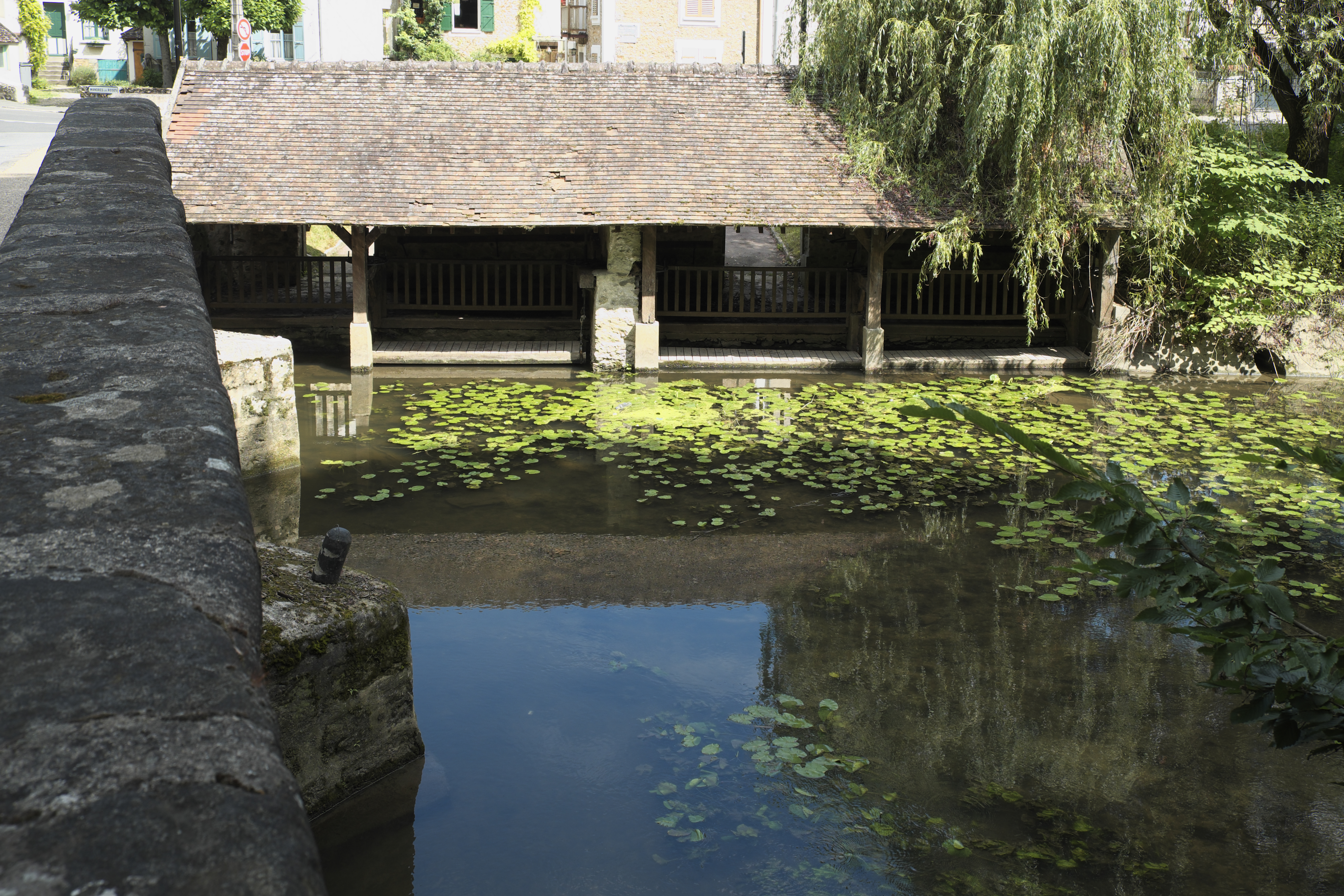
Waschhaus in Boussy-Saint-Antoine

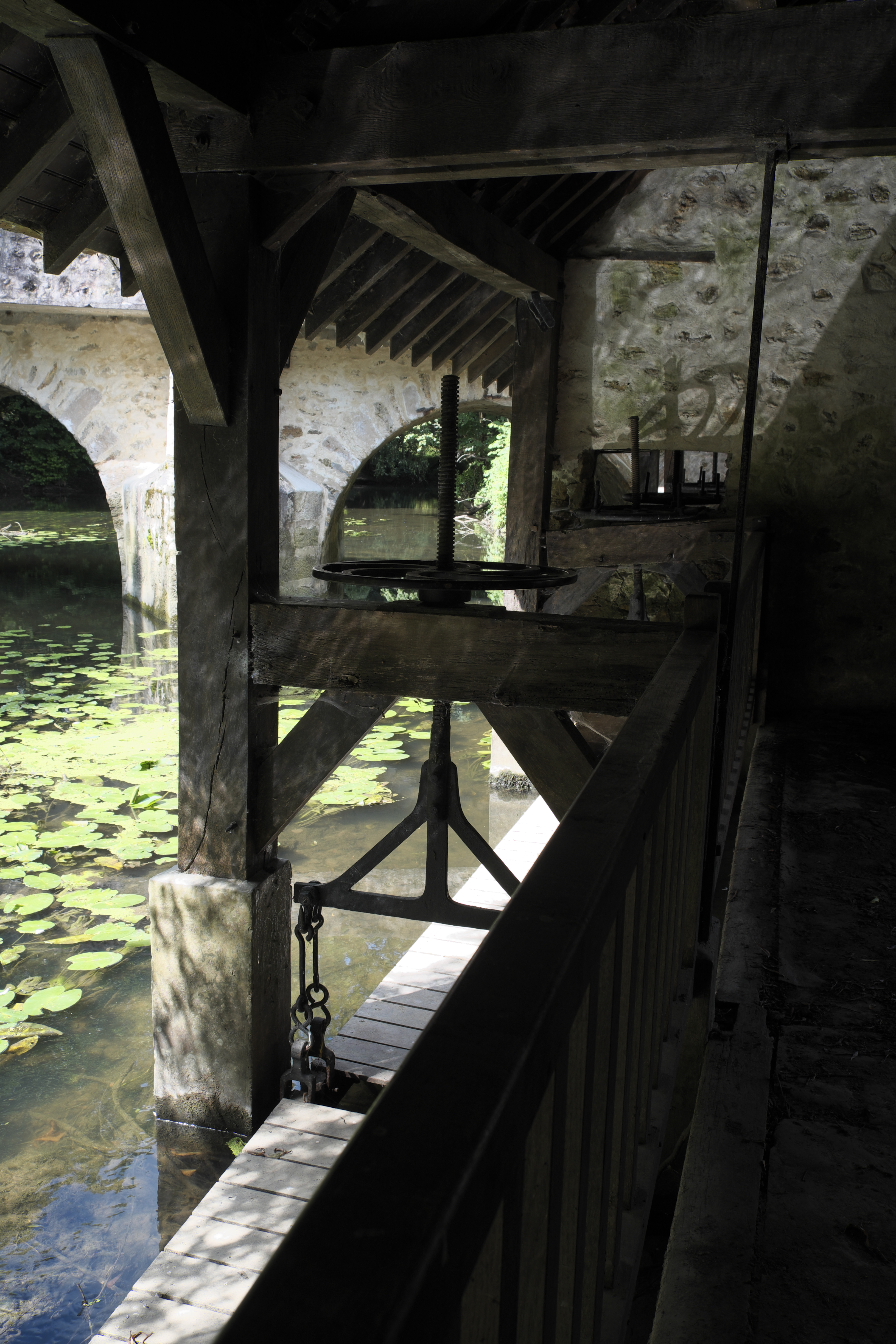
Vorrichtung, um den Holzboden dem Wasserniveau anzugleichen

Das Waschhaus (französisch lavoir) in Boussy-Saint-Antoine, einer französischen Gemeinde im Département Essonne in der Region Île-de-France, wurde im 19. Jahrhundert errichtet.  
Das öffentliche Waschhaus an der Rue du Moulin neuf, direkt neben der alten Brücke über den Fluss Yerres, ist das einzige erhaltene Waschhaus auf dem Gemeindegebiet. Das Gebäude aus Bruchsteinmauerwerk wird von einem Satteldach gedeckt. 
Die Vorrichtung, um den Holzboden dem Wasserniveau anzugleichen, ist noch vorhanden.